# Линур, Ирит
Ирит Линур (ивр. עירית לינור‎, род. 18 октября 1961) — израильская писательница. Работает также комментатором на армейской радиостанции «Галей ЦАХАЛ».

## Произведения
Её первый роман «Песнь сирены» — история любви, развивающаяся на фоне войны в Персидском заливе в январе-марте 1991-го года, когда Тель-Авив, в котором, в основном, и происходит действие, обстреливался иракскими ракетами. По книге впоследствии был снят художественный фильм.
Затем последовала книга «Две белоснежки» о девушке-фотографе, которая оказалась замешанной в дело об убийстве. Третья книга «Сапожница» — о «золотой жизни» радио и тележурналистов. Четвертый роман, «Девицы Браун» — о жизни в сельскохозяйственном поселении в центре страны. Этот роман стал основой для популярного телевизионного сериала.
Линур опубликовала также книгу юмористических рассказов.
В 2005 опубликован её перевод на иврит романа Ч. Диккенса «Николас Никльби».
В 2009 году написала сценарий и выступила режиссёром телесериала «То, что необходимо холостяку». Идею сценария Линур позаимствовала в переведённом ею на иврит романе Джейн Остин «Гордость и предубеждение».

## Активизм
В 2002 году, в связи со статьёй Гидеона Леви в газете «Хаарец», И. Линур написала открытое письмо, в котором отказывалась от подписки на газету. написав, в частности: «Человек имеет право придерживаться радикально левых взглядов… Но „Хаарец“ достигла точки, в которой её антисионизм стал уже тупым и злобным». Она также заявила, что Леви является дилетантом, поскольку не говорит на арабском. Подписку отменили и другие известные в Израиле личности, например, Рони Даниэль, военный корреспондент 2-го канала телевидения.
Ирит Линур известна своим острым языком и сама себя провозглашает «женской шовинисткой».
Была замужем за военным обозревателем 10 канала Алоном Бен-Давидом, с которым развелась в 2006 году.